# アイス・ラ・フォックス
アイス・ラ・フォックス（Ice La Fox、1983年2月28日 - ）は、アメリカ合衆国のポルノ女優。フロリダ州マイアミ出身。

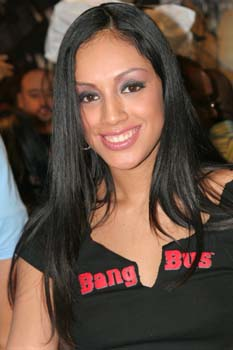
アイス・ラ・フォックス